# Gruppo di NGC 2768
Il Gruppo di NGC 2768 comprende almeno cinque galassie situate nella costellazione dell'Orsa Maggiore.

## Descrizione
La distanza media tra il centro di massa di questo gruppo e la nostra Via Lattea è di circa 71 milioni di anni luce (21,9 Mpc).

## Membri
Nella tabella sottostante sono riportati i membri del gruppo indicati da Garcia nel suo articolo del 1993.
Anche Richard Powell ritiene che tre di queste galassie (NGC 2654, NGC 2742 e NGC 2768) facciano parte di uno stesso gruppo.
| Nome     | Classificazione | Tipologia           | RA (J2000.0)  | DEC (J2000.0) | Velocità radiale (km/s) | Magnitudine apparente | Distanza di Hubble | Dimensioni (kal) |
| -------- | --------------- | ------------------- | ------------- | ------------- | ----------------------- | --------------------- | ------------------ | ---------------- |
| NGC 2654 | SBab?           | Spirale barrata     | 08h 49m 11.9s | 60° 13′ 16″   | 1339 ± 2                | 11,8                  | 21,4 ± 1,5         | 112              |
| NGC 2726 | Sa?             | Spirale             | 09h 04m 56.8s | 59° 55′ 59″   | 1555 ± 3                | 12,5                  | 24,7 ± 1,7         | 83               |
| NGC 2742 | SA(s)c?         | Spirale             | 09h 07m 33.5s | 60° 28′ 46″   | 1292 ± 3                | 11,4                  | 20,8± 1,5          | 70               |
| NGC 2768 | E6              | Ellittica           | 09h 11m 37.5s | 60° 02′ 14″   | 1353 ± 5                | 9,9                   | 21,7 ± 1,5         | 158              |
| UGC 4549 | Sdm?            | Spirale magellanica | 08h 44m 21.5s | 58° 50′ 31″   | 1289 ± 2                | 13,72                 | 20,7 ± 1,5         | 39               |

Il sito DeepskyLog permette di trovare agevolmente le costellazioni in cui sono situate le galassie; in alternativa si possono utilizzare le coordinate delle galassie per individuarle. Se non altrimenti indicato, le coordinate sono quelle fornite dal sito NASA/IPAC (National Aeronautics and Space Administration / Infrared Processing and Analysis Center).